# Chaetosomodes halli
Chaetosomodes halli is een keversoort uit de familie Chaetosomatidae. De wetenschappelijke naam van de soort is voor het eerst geldig gepubliceerd in 1921 door Broun.